# شبی که ماه کامل شد
شبی که ماه کامل شد فیلمی ایرانی به کارگردانی نرگس آبیار، نویسندگی آبیار و مرتضی اصفهانی و تهیه‌کنندگی محمدحسین قاسمی محصول سال ۱۳۹۷ ایران است. این فیلم برای نخستین بار در سی و هفتمین دوره جشنواره فیلم فجر به‌نمایش درآمد و با نامزدی در ۱۳ رشته این جشنواره، توانست ۶ سیمرغ بلورین بهترین فیلم، بهترین کارگردانی، بهترین بازیگر نقش اول مرد، بهترین بازیگر نقش اول زن، بهترین بازیگر نقش مکمل زن و بهترین چهره‌پردازی را به خود اختصاص دهد.

## خلاصه داستان
«شبی که ماه کامل شد» روایت دختر جوانی از مناطق جنوب شهر تهران است که درگیر عشق جوانی شهرستانی می‌شود و این در حالی است که پس از ازدواج بنا به دلایلی مجبور به مهاجرت از ایران است. در این مسیر، برادرش با او همراه می‌شود اما در میانه راه، اتفاقاتی برای آن‌ها رقم می‌خورد. این فیلم براساس داستان واقعی عبدالحمید ریگی و همسرش فائزه منصوری است.

## بازیگران
| بازیگر           | نقش            | توضیحات                        |
| ---------------- | -------------- | ------------------------------ |
| الناز شاکردوست   | فائزه منصوری   | زن عبدالحمید، خواهر شهاب       |
| هوتن شکیبا       | عبدالحمید ریگی | برادر عبدالمالک، شوهر فائزه    |
| فرشته صدرعرفایی  | غمناز          | مادر حمید و مالک               |
| آرمین رحیمیان    | عبدالمالک ریگی | برادر عبدالحمید                |
| شبنم مقدمی       | عصمت           | مادر فائزه و شهاب، زن موسی     |
| پدرام شریفی      | شهاب منصوری    | برادر فائزه                    |
| فرید سجادی حسینی | موسی           | شوهر عصمت، ناپدری فائزه و شهاب |
| امین میری        | دایی نورالدین  | دایی حمید و مالک               |
| بانیپال شومون    | احمد عبداللهی  | مأمور امنیتی                   |

## عنوان فیلم
اسم فیلم نیز به‌نظر می‌رسد برای عبدالحمید ریگی طراحی و انتخاب شده، برای مرد عاشقی که در شب کامل شدن ماه تبدیل به گرگینه می‌شود، اما ناباورانه در سکانسی این لحظه شوم را تجربه می‌کند که مخاطب به جای تقابل، با او حس همراهی دارد (شب‌هایی که ماه کامل در آسمان می‌درخشد، زیباترین شب‌ها برای گردش در طبیعت به‌شمار می‌رود اما این شب‌های مهتاب فقط شب‌های شعر و ترانه نیست، افسانه‌ها می‌گویند یکی از مخوف‌ترین هیولاهای جهان همراه با ماه کامل ظهور می‌کنند).

## ساخت فیلم
به گفتهٔ «محمد حسین قاسمی» تهیه‌کننده فیلم و همسر نرگس آبیار، هیچ نهادی به ساخت فیلم کمک نکرده است. اما سید محمود علوی، وزیر سابق اطلاعات، اذعان کرد که این فیلم محصول وزارت اطلاعات است.
فیلمبرداری در پاکستان بسیار دشوار بوده است و آن‌ها در نهایت با روادید گردشگری به این کشور رفته و به‌صورت غیررسمی کار را پیش برده‌اند. با شروع انتخابات در پاکستان روادید تمدید نشده و آن‌ها ادامه فیلم را در محلهٔ پاکستانی‌ها در داکا پایتخت بنگلادش ساخته‌اند. برای ساخت صحنه‌های جنگ از پتانسیل نیروهای بومی پاکستان و به‌شکل غیرقانونی بهره برده‌اند.

## نمایش
شبی که ماه کامل شد برای نخستین بار، روز جمعه ۱۲ بهمن ماه ۱۳۹۷(۰۱ فوریه ۲۰۱۹)، در بخش سودای سیمرغ سی و هفتمین دوره جشنواره فیلم فجر به‌نمایش درآمد و از روز چهارشنبه ۱۵ خرداد ۱۳۹۸ در سینماهای سراسر کشور به صورت گسترده اکران شد.
شبی که ماه کامل شد بعد از فیلم متری شیش و نیم، دومین فیلم پر فروش غیرکمدی تاریخ سینمای ایران می‌باشد.

## اکران‌ها، حضور در جشنواره‌ها و جوایز

### اکران و جشنواره‌ها

#### داخلی
| سال  | رویداد                                | بخش جشنواره/نوع اکران | تاریخ اکران   |
| ---- | ------------------------------------- | --------------------- | ------------- |
| ۱۳۹۷ | جشنواره فیلم فجر                      | سودای سیمرغ           | ۱۲ بهمن ۱۳۹۷  |
| ۱۳۹۸ | اکران عمومی                           | گسترده                | ۱۵ خرداد ۱۳۹۸ |
| ۱۳۹۸ | جشن انجمن منتقدان و نویسندگان سینمایی | فیلم‌های بلند          | -             |
| ۱۳۹۸ | جشن خانه سینما                        | فیلم‌های بلند          | -             |

### جوایز
| سال  | جشنواره                           | قسمت                                          | نامزد                      | نتیجه      | جایزه         |
| ---- | --------------------------------- | --------------------------------------------- | -------------------------- | ---------- | ------------- |
| ۱۳۹۷ | سی و هفتمین دوره جشنواره فیلم فجر | بهترین فیلم                                   | محمدحسین قاسمی             | برنده      | سیمرغ بلورین  |
| ۱۳۹۷ | سی و هفتمین دوره جشنواره فیلم فجر | بهترین کارگردانی                              | نرگس آبیار                 | برنده      | سیمرغ بلورین  |
| ۱۳۹۷ | سی و هفتمین دوره جشنواره فیلم فجر | بهترین بازیگر نقش اول مرد                     | هوتن شکیبا                 | برنده      | سیمرغ بلورین  |
| ۱۳۹۷ | سی و هفتمین دوره جشنواره فیلم فجر | بهترین بازیگر نقش اول زن                      | الناز شاکردوست             | برنده      | سیمرغ بلورین  |
| ۱۳۹۷ | سی و هفتمین دوره جشنواره فیلم فجر | بهترین بازیگر نقش مکمل مرد                    | آرمین رحیمیان              | نامزدشده   | سیمرغ بلورین  |
| ۱۳۹۷ | سی و هفتمین دوره جشنواره فیلم فجر | بهترین بازیگر نقش مکمل زن                     | فرشته صدرعرفایی            | برنده      | سیمرغ بلورین  |
| ۱۳۹۷ | سی و هفتمین دوره جشنواره فیلم فجر | بهترین فیلمنامه                               | مرتضی اصفهانی و نرگس آبیار | نامزدشده   | سیمرغ بلورین  |
| ۱۳۹۷ | سی و هفتمین دوره جشنواره فیلم فجر | بهترین موسیقی متن                             | مسعود سخاوت‌دوست            | نامزدشده   | سیمرغ بلورین  |
| ۱۳۹۷ | سی و هفتمین دوره جشنواره فیلم فجر | بهترین صداگذاری                               | آرش قاسمی                  | نامزدشده   | سیمرغ بلورین  |
| ۱۳۹۷ | سی و هفتمین دوره جشنواره فیلم فجر | بهترین طراحی لباس                             | محمدرضا شجاعی              | نامزدشده   | سیمرغ بلورین  |
| ۱۳۹۷ | سی و هفتمین دوره جشنواره فیلم فجر | بهترین طراحی صحنه                             | محمدرضا شجاعی              | نامزدشده   | سیمرغ بلورین  |
| ۱۳۹۷ | سی و هفتمین دوره جشنواره فیلم فجر | بهترین جلوه‌های ویژه میدانی                    | آرش آقابیک                 | نامزدشده   | سیمرغ بلورین  |
| ۱۳۹۷ | سی و هفتمین دوره جشنواره فیلم فجر | بهترین چهره پردازی                            | ایمان امیدواری             | برنده      | سیمرغ بلورین  |
| ۱۳۹۷ | سی و هفتمین دوره جشنواره فیلم فجر | بهترین فیلم از نگاه تماشاگران                 | محمدحسین قاسمی             | مساویچهارم | سیمرغ بلورین  |
| ۱۳۹۸ | بیست و یکمین دوره جشن خانه سینما  | بهترین فیلم                                   | محمدحسین قاسمی             | نامزدشده   | تندیس شایستگی |
| ۱۳۹۸ | بیست و یکمین دوره جشن خانه سینما  | بهترین کارگردانی                              | نرگس آبیار                 | نامزدشده   | تندیس شایستگی |
| ۱۳۹۸ | بیست و یکمین دوره جشن خانه سینما  | بهترین بازیگر نقش اول زن                      | الناز شاکردوست             | نامزدشده   | تندیس شایستگی |
| ۱۳۹۸ | بیست و یکمین دوره جشن خانه سینما  | بهترین بازیگر نقش اول مرد                     | هوتن شکیبا                 | نامزدشده   | تندیس شایستگی |
| ۱۳۹۸ | بیست و یکمین دوره جشن خانه سینما  | بهترین بازیگر نقش مکمل زن                     | فرشته صدرعرفایی            | برنده      | تندیس شایستگی |
| ۱۳۹۸ | بیست و یکمین دوره جشن خانه سینما  | بهترین بازیگر نقش مکمل زن                     | شبنم مقدمی                 | نامزدشده   | تندیس شایستگی |
| ۱۳۹۸ | بیست و یکمین دوره جشن خانه سینما  | بهترین بازیگر نقش مکمل مرد                    | آرمین رحیمیان              | نامزدشده   | تندیس شایستگی |
| ۱۳۹۸ | بیست و یکمین دوره جشن خانه سینما  | بهترین طراحی صحنه                             | محمدرضا شجاعی              | نامزدشده   | تندیس شایستگی |
| ۱۳۹۸ | بیست و یکمین دوره جشن خانه سینما  | بهترین طراحی لباس                             | محمدرضا شجاعی              | برنده      | تندیس شایستگی |
| ۱۳۹۸ | بیست و یکمین دوره جشن خانه سینما  | بهترین صدابرداری                              | مهدی صالح کرمانی           | نامزدشده   | تندیس شایستگی |
| ۱۳۹۸ | بیست و یکمین دوره جشن خانه سینما  | بهترین صداگذاری                               | آرش قاسمی                  | نامزدشده   | تندیس شایستگی |
| ۱۳۹۸ | بیست و یکمین دوره جشن خانه سینما  | بهترین چهره پردازی                            | ایمان امیدواری             | برنده      | تندیس شایستگی |
| ۱۳۹۸ | بیست و یکمین دوره جشن خانه سینما  | بهترین موسیقی متن                             | مسعود سخاوت‌دوست            | برنده      | تندیس شایستگی |
| ۱۳۹۸ | بیست و یکمین دوره جشن خانه سینما  | بهترین جلوه‌های ویژه بصری                      | فرید ناظر فصیحی            | نامزدشده   | تندیس شایستگی |
| ۱۳۹۸ | بیست و یکمین دوره جشن خانه سینما  | بهترین جلوه‌های میدانی                         | آرش آقابیک                 | نامزدشده   | تندیس شایستگی |
| ۱۳۹۹ | بیستمین دوره جشن حافظ             | بهترین فیلم                                   | محمدحسین قاسمی             | نامزدشده   | تندیس حافظ    |
| ۱۳۹۹ | بیستمین دوره جشن حافظ             | بهترین کارگردانی                              | نرگس آبیار                 | نامزدشده   | تندیس حافظ    |
| ۱۳۹۹ | بیستمین دوره جشن حافظ             | بهترین فیلمنامه                               | نرگس آبیار، مرتضی اصفهانی  | برنده      | تندیس حافظ    |
| ۱۳۹۹ | بیستمین دوره جشن حافظ             | بهترین بازیگر مرد                             | هوتن شکیبا                 | برنده      | تندیس حافظ    |
| ۱۳۹۹ | بیستمین دوره جشن حافظ             | بهترین بازیگر زن                              | الناز شاکردوست             | برنده      | تندیس حافظ    |
| ۱۳۹۹ | بیستمین دوره جشن حافظ             | بهترین بازیگر زن                              | فرشته صدرعرفایی            | نامزدشده   | تندیس حافظ    |
| ۱۳۹۹ | بیستمین دوره جشن حافظ             | موسیقی متن                                    | مسعود سخاوت‌دوست            | نامزدشده   | تندیس حافظ    |
| ۱۳۹۹ | بیستمین دوره جشن حافظ             | بهترین تدوین                                  | حمید نجفی راد              | برنده      | تندیس حافظ    |
| ۱۳۹۹ | بیستمین دوره جشن حافظ             | بهترین فیلمبرداری                             | سامان لطفیان               | نامزدشده   | تندیس حافظ    |
| ۱۳۹۹ | بیستمین دوره جشن حافظ             | بهترین دستاورد فنی و هنری (طراحی چهره پردازی) | ایمان امیدواری             | نامزدشده   | تندیس حافظ    |

## بازخوردها

### منتقدان
این فیلم مورد انتقاد برخی منتقدان نیز قرار گرفته است:
- صحنه‌های مربوط به عملیات‌های مختلف که ابداً تأثیری در روند قصه ندارند و احتمالاً به‌جهت سفارشی بودن اثر در فیلم گنجانده شده است.[۹]
- عدم استفاده صحیح از تکنیک دوربین روی دست که باعث از بین رفتن تمرکز تماشاگران می‌شود.[۹]
- اگرچه فائزه شخصیت محوری فیلم است اما هیچ کنش یا محرکی در شخصیت‌پردازی او وجود ندارد. بدین معنا که حتی افشا شدن جنایات خانواده ریگی، هیچ تأثیری بر فائزه نمی‌گذارد و او همچنان به همسرش پایبند می‌ماند.
- مادر و پدر فائزه بسیار منفعل و بی‌اراده هستند و برادر او چیزی جز یک فرد سبک عقل و غیرقابل باور در نیامده است.
- بازی‌ها متفاوت، باورپذیر و یک پله ترقی برای بازیگران است. با این حال به‌نظر می‌رسد که این فیلم سفارشی و در جهت منافع جمهوری اسلامی ایران ساخته شده است.[۱۰]

### خانوادهٔ فائزه منصوری
طبق گفته اعظم محسنی‌دوست (مادر فائزه منصوری) در فیلم دوقلوها در پاکستان به‌دنیا می‌آیند، اما در واقع، دوقلوها در تهران به دنیا آمدند. همچنین ماجرای حضور در پاکستان، جشن ازدواج و نحوهٔ سفر به زاهدان با آن چیزی که در فیلم روایت می‌شود تا حدودی متفاوت است. در واقعیت فائزه و شهاب پس از به دنیا آمدن دوقلوهای فائزه، در تهران بودند که با تماس تهدیدآمیز حمید (مبنی بر قتل مادر فائزه) به پاکستان سفر می‌کنند. از فائزه خواسته شده بود تا همراه برادرش بیاید. همچنین زمانی که عبدالحمید با فائزه ازدواج می‌کند فائزه ۱۴ سال دارد ولی در فیلم این‌چنین نیست. همچنین از بدرفتاری‌ها و کتک‌کاری‌های عبدالمالک و عبدالحمید با فائزه چیزی به‌تصویر کشیده نشده است.